# Sidney Weinberg

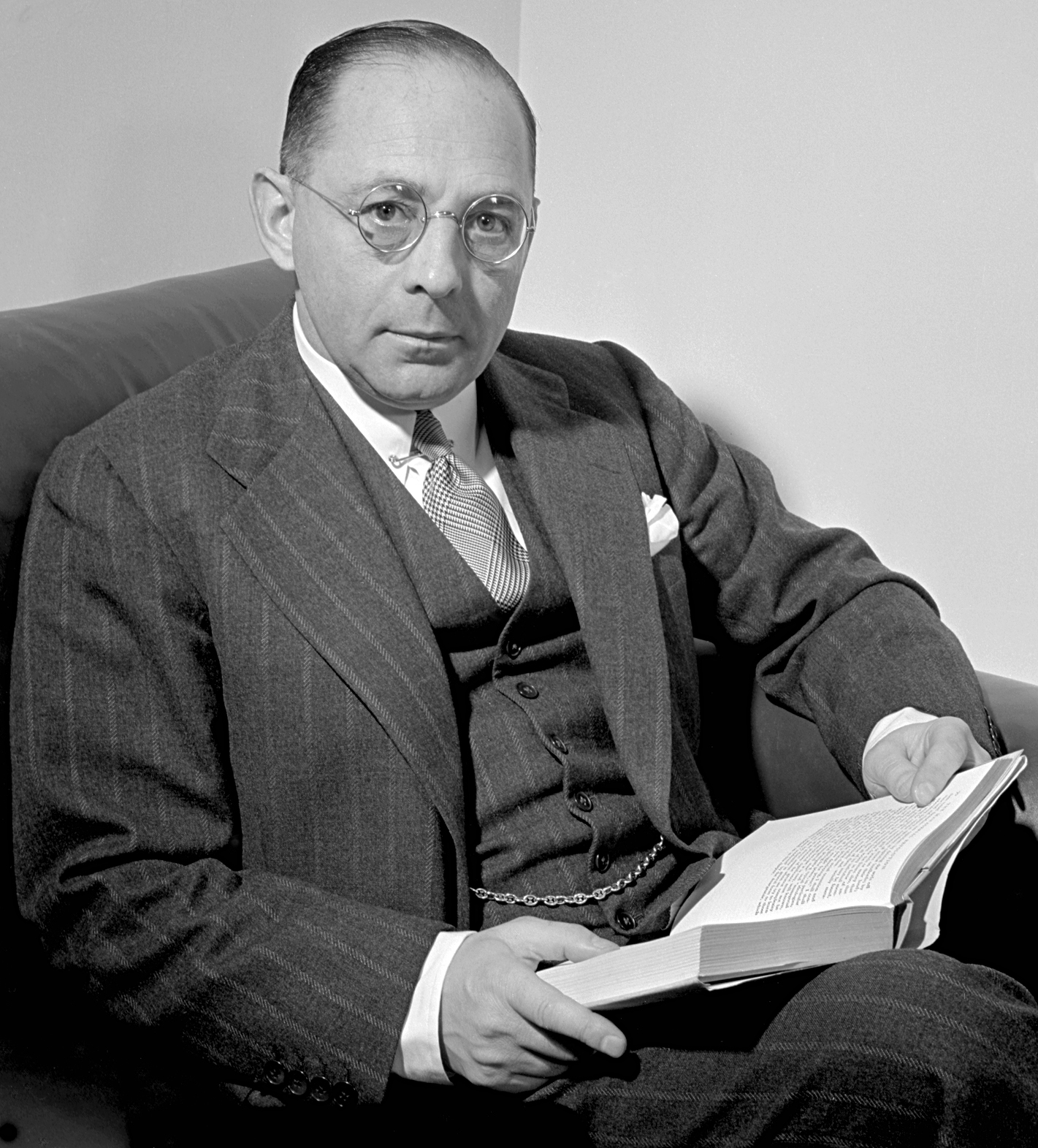
Sidney Weinberg (1942)

Sidney James Weinberg (* 12. Oktober 1891; † 23. Juli 1969) war ein US-amerikanischer Bankier und langjähriger Chef der Wall-Street-Firma Goldman Sachs. Er bekam die Spitznamen „Mr. Wall Street“ von der New York Times und „Direktor der Direktoren“ vom Fortune Magazin. In einer „Vom Tellerwäscher zum Millionär“-Biographie stieg er vom Assistenten des Hausmeisters mit einem Gehalt von 3 US-$ pro Woche zum Vorstandsvorsitzenden (CEO) auf.

## Frühe Lebensjahre
Weinbergs Biographie steht in starkem Kontrast zu den traditionellen Werdegängen der Ivy League Wall-Street-Händler. Weinberg wurde als eines von elf Kindern eines jüdischen Getränkegroßhändlers geboren. Seine Familie war aktives Mitglied der Congregation Baith Israel Anshei Emes Gemeinde in Brooklyn, als deren Synagoge noch am Boerum Place stand, und blieb in der Gemeinde, als diese nach Cobble Hill umzog. Sidneys Mutter, Sophie, war die Präsidentin der Schwesternschaft von 1912 bis 1913, sein Vater Pincus war Präsident der Gemeinde von 1919 bis 1921 und alle Kinder besuchten die Sonntagsschule und die Talmud Torah. Sidney heiratete im Jahr 1920 Helen W. Livingston.
Weinbergs schulische Karriere endete an der Junior High School, die er jedoch mit Empfehlungsschreiben einer seiner Lehrer verließ.

## Karriere bei Goldman Sachs
Weinberg startete seine Karriere bei Goldman Sachs als Assistent des Hausmeisters mit einem wöchentlichen Gehalt von $3. Seine Aufgaben waren unter anderem das Abstauben der Hüte der Firmenpartner und die Reinigung derer Überschuhe. Der Enkel des Firmengründers Paul Sachs fand Gefallen an dem Jungen und beförderte ihn in die Poststelle, die Weinberg reorganisierte. Um die Bildung des jungen Sidney zu verbessern schickte Sachs ihn an das Brooklyn Browne Business College.
Weinberg diente im Ersten Weltkrieg für kurze Zeit in der US Navy. Nach dieser Zeit wurde er Börsenhändler. Goldman Sachs kaufte Weinberg im Jahr 1925 einen Sitz an der New York Stock Exchange.
Weinberg wurde im Jahr 1927 Partner bei Goldman Sachs und war für die Leitung der Investmentgesellschaften zuständig, darunter die Goldman Sachs Trading Corp. Er leitete die Firmensparte gemeinsam mit Waddill Catchings, der den Marktwert von Goldman Sachs Trading Corp. von $500 Millionen auf weniger als $10 Millionen schrumpfen ließ. Zu diesem Zeitpunkt übernahm Weinberg die alleinige Führung der Sparte und wurde 1930 Seniorpartner. Ebenfalls im Jahr 1930 wurde er zum Chef von Goldman Sachs bestimmt und rettete die Firma vor dem Bankrott. Er blieb an der Spitze des Unternehmens bis zu seinem Tod im Jahr 1969.

## Tätigkeiten für die US-Regierung
Gemäß dem Fortune Magazin ist Weinberg seit seiner Jugend in Brooklyn Anhänger der Demokraten, wodurch er Franklin D. Roosevelt bereits während seiner Tätigkeit als Gouverneur von New York kennenlernte. Durch diese Bekanntschaft unterstützte Weinberg Roosevelt bereits 1932 wie auch 1936 für das Fundraising seiner Präsidentschaftskandidaturen. Im Gegenzug ernannte Roosevelt Weinberg als stellvertretenden Kassenwart des Democratic National Committee (DNC).
In den unmittelbaren Vorkriegs- und Kriegsjahren nahm Weinberg eine immer wichtiger werdende Rolle an der Seite Roosevelts ein. 1938 bot dieser Weinberg an, neuer US-Botschafter in der Sowjetunion zu werden. Weinberg lehnte jedoch zunächst aufgrund mangelnder Russischkenntnisse ab. Nach Kriegsbeginn wurde Weinberg 1941 zum Sonderberater der Einkaufsabteilung des Office of Production Management (OPM) berufen, um eine bestmögliche Produktion von Maschinen und Gegenständen für die eigene Verteidigung sicherzustellen. Kurz nach dem Independence Day 1943 reichte er jedoch seinen Rücktritt von diesem Posten ein, um sich neuen Aufgaben widmen zu können.
Am 5. November 1943 bot ihm William J. Donavan, der damalige Direktor des Office of Strategic Services (OSS) an, als Repräsentant des OSS in die Sowjetunion zu gehen. Diesmal willigte er ein, um jedoch bereits nach nur wenigen Monaten im Juni 1944 in die USA zurückzukehren. Verantwortlich hierfür war, dass Roosevelt ihn zum Vice Chairman des War Production Boards (WPB) ernannte. Mit Aufgabe dieser Tätigkeit nach nur zwei Monaten – offiziell bedingt durch die immer weniger werdenden Aufgaben – endeten auch seine politische Tätigkeiten.